# Дмитрий Иванович (старший сын Ивана Грозного)
Царе́вич Дми́трий Ива́нович, Дими́трий Иоа́ннович (Ста́рший; октябрь 1552 — 4 июня 1553) — первый русский царевич, первый сын Ивана IV Грозного и царицы Анастасии Романовны. Умер во младенчестве. Полный тёзка своего младшего брата святого Дмитрия Углицкого, родившегося спустя 29 лет.

## Биография
Родился в 1552 году, во время победоносного возвращения царя из казанского похода — с известием об этом во Владимир, где находился тогда царь Иван, прискакал от царицы Василий Юрьевич Траханиотов.
родился у великие царици Анастасии царевич князь Дмитрей. С тем сеунчем гонял встречю царю и великому князю Василей Юрьевич Малой Трахиниот («Краткий летописец»)
Крещён в том же году в Троице-Сергиевой Лавре архиепископом Ростовским Никандром.

### Имя и день рождения
Его небесным покровителем был выбран св. Дмитрий Солунский (празднование 26 октября) — также как потом и для его более известного младшего брата Дмитрия Углицкого в 1582 году.
«Со всей очевидностью царевич, первенец Грозного, был назван „въ прародителя своего имя великого князя Дмитрея Ивановича Донского“, как об этом напрямую говорится в одном из списков Софийской летописи. Мальчик оказывался полным тёзкой своего великого предка, их обоих зовут Дмитриями Иоанновичами. Несомненно, существенную роль в выборе этого имени сыграло триумфальное завершение Казанского похода — победа над татарами, одержанная Дмитрием Донским, и победа Ивана Грозного символически отождествлялись».

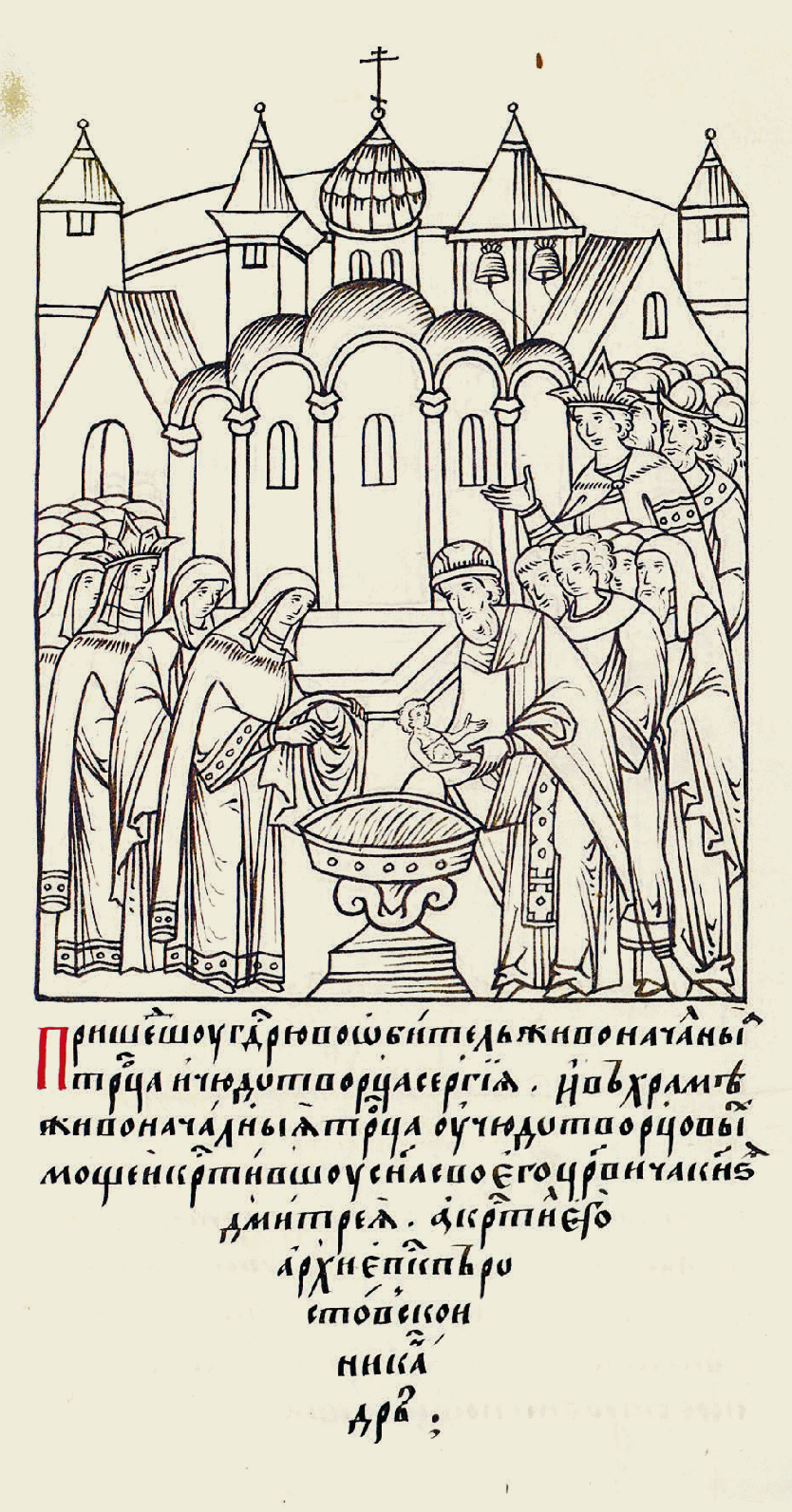
Крещение Дмитрия

Точный день рождения царевича неизвестен. «Краткий летописец» и «Новгородская вторая (Архивская)» летопись называют именно 26 октября (день святого Дмитрия) датой рождения ребёнка, однако во-первых, в этих текстах известны доказанные ошибки в датах, а во-вторых, вероятность рождения в столь удачный с идеологической точки зрения день весьма мала.
Никоновская летопись не называет ни дату рождения, ни день принесения Траханиотовым известия, однако указывает, что до этого 13 октября царь поплыл к Нижнему Новгороду, там пробыл два дня и отправился во Владимир, куда и прискакал гонец спустя некоторое время. Таким образом, 26 октября оказывается слишком долгим сроком.
Исследователи княжеской антропонимики А. Ф. Литвина и Ф. Б. Успенский выдвинули версию, что его прямое имя было Уар (19 октября) — это предположение основывается на росписи над его погребением (см. ниже), а также на том, что в середине XVI века у северной апсиды Архангельского собора пристраивают придел этого святого, что во времена Ивана Грозного должно было иметь четкую родственную связь. Однако в письменных источниках старший царевич никогда этим именем не называется.
День святого Уара (редкий святой, не входивший в круг фамильных) приходится ровно на 8 дней раньше святого Дмитрия, и второе княжеское имя вполне могли дать «по восьмидневному обрезанию» в крещение ребёнка. Однако нельзя полностью исключить и версию, что царевич родился 11 или 12 октября, получил имя Уар на 8-й день, а Дмитрий — как ближайшее в месяцеслове княжеское имя.
Однако при этом вызывает вопрос, почему младший Дмитрий Углицкий также носил прямое имя Уар, а дата его рождения считается 19 октября. Причина, по которой младший царевич получил то же имя, что и покойный старший брат, неясна; совпадение, при котором они оба родились 19 октября — маловероятно. «Что же касается Дмитрия Угличского, то он, по всей видимости, мыслился как прямое подобие своего рано умершего брата-первенца. (…) Исходя из сказанного, представляется весьма вероятным, что св. Уар стал покровителем ребёнка, так как был покровителем его умершего брата-первенца. Таким образом, оба имени — и Дмитрий, и Уар — Дмитрий Углицкий мог получить „по наследству“, вне строгой связи с церковным календарём. Если следовать этой версии, то получается, что дата рождения (19 октября) Дмитрия Угличского в тех летописях, где она указывается, высчитана задним числом, исходя из знания его имен». Однако они не исключают, что Уаром все-таки был только младший, и то, что оба таким образом родились в октябре — совпадение.

### Думский кризис

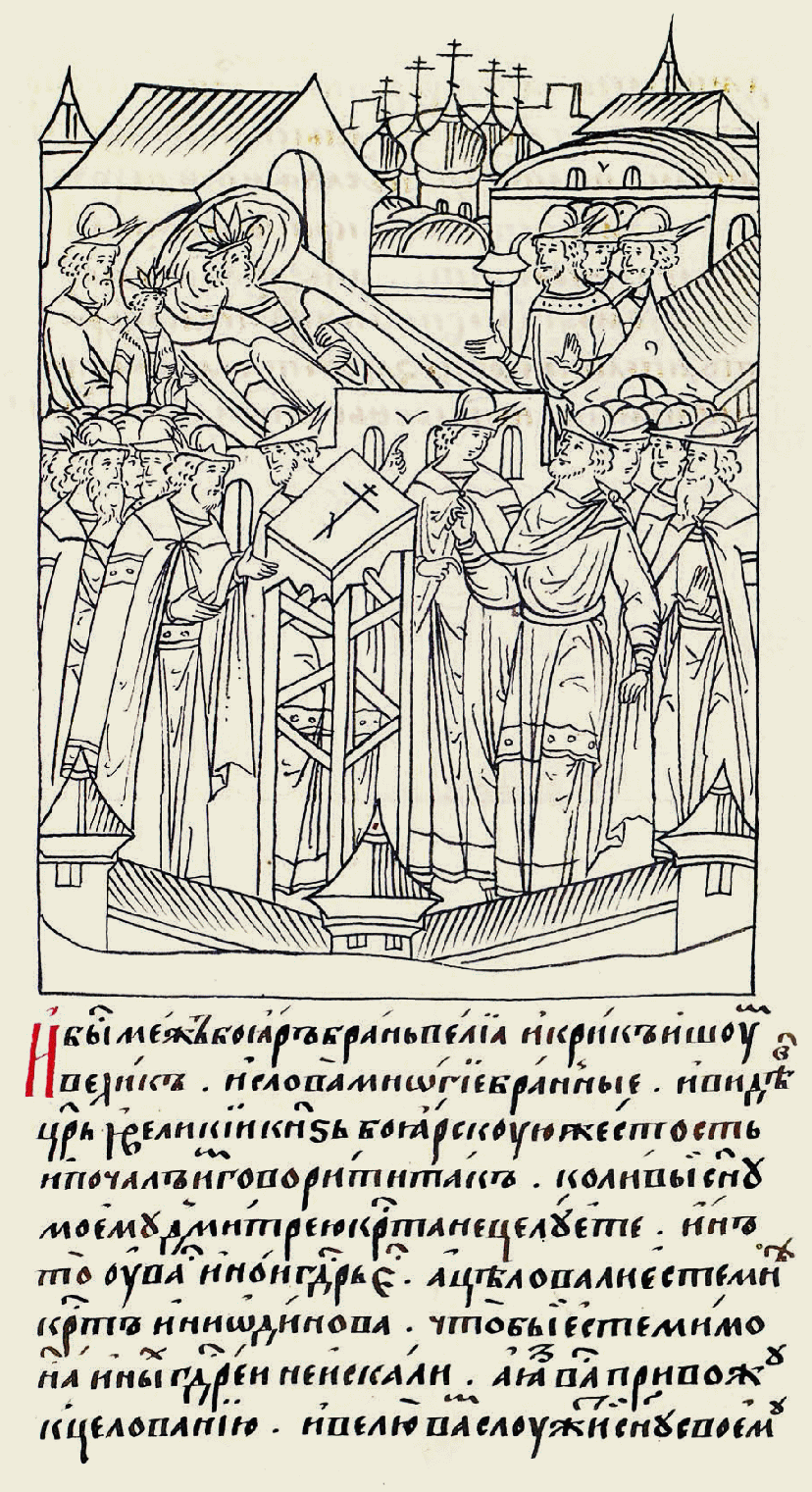
Больной Иван Грозный с царевичем Дмитрием у ложа требует присяги

Во время тяжёлой болезни в 1552 году «тяжким огненным недугом» царь Иван потребовал от бояр присяги своему сыну-младенцу. Общая присяга членов Думы была назначена на 12 марта 1553 года. Однако многие бояре, не желая «царя в пелёнцах», желали видеть следующим царём двоюродного брата Ивана — Владимира Андреевича Старицкого. Это стало причиной усиления подозрительного отношения Ивана к боярам и лично Владимиру. Придворные разделились на две партии, и победа все же досталась сторонникам царя.
Как пишет Флоря, «Принесение присяги кругом наиболее близких советников царя — членов „ближней думы“ — бояр и думных дворян — Алексея Адашева и Игнатия Вешнякова прошло без каких-либо трудностей. (…) Среди „ближних бояр“, первыми присягавших на верность наследнику, Захарьины и их родственники преобладали (боярин Иван Васильевич Шереметев принадлежал к тому же роду, что и Захарьины, а боярин Михаил Яковлевич Морозов и Василий Михайлович Юрьев были женаты на родных сестрах), поэтому на этом первом этапе присяга и прошла без затруднений. Таким образом, перспектива сосредоточения власти в руках Захарьиных в случае смерти царя представлялась вполне реальной. (…) Но когда на следующий день попытались привести к присяге остальных членов Боярской думы, то эта попытка встретила сопротивление. Отец царского любимца, окольничий Федор Григорьевич Адашев, заявил: „Ведает Бог да ты, государь, тебе, государь, и сыну твоему царевичу Дмитрию крест целуем, а Захарьиным нам, Данилу з братию, не служивати; сын твой государь наш, ещё в пеленицах, а владеть нами Захарьиным, Данилу з братьею, а мы уж от бояр до твоего возрасту беды видели многия“. Когда после этого ближние бояре, уже присягнувшие наследнику, стали настаивать на присяге, то другие бояре „с ними почали браниться жестоко, а говоречи им, что они хотят сами владети, а они им служити и их владения не хотят. И бысть меж бояр брань велия и крик и шум велик, и слова многие бранныя“. Очевидно, что при этом проявилось скрытое соперничество группировок знати, и в частности недовольство чрезмерным возвышением Захарьиных, родственников царицы Анастасии». Присягать отказались Дмитрий Иванович Телепнев-Оболенский, Семён Васильевич Ростовский, Иван Михайлович Шуйский; а присягнул Дмитрий Фёдорович Щереда Палецкий, Владимир Иванович Воротынский, Лев Андреевич Салтыков и другие.
То есть, требования, выразителем которых стал не кто-либо из «первых бояр», а сравнительно незнатный Фёдор Адашев, сводились к созданию регентского совета с равномерным представлением разных группировок. «В конце концов, после резких споров в присутствии больного государя, бояре принесли присягу его наследнику».
Старицкий князь «первоначально отказался это сделать (хотя был затем принужден „ближними“ боярами), а его мать отказалась приложить к „целовальной грамоте“ своего сына его печать. К ней пришлось трижды присылать представителей царя. При этом княгиня не скрывала, что не считает действительными обязательства, данные под давлением („что то, де, за целование, коли невольное“), и „много речей бранных говорила“. Все это позволяло подозревать, что Владимир Андреевич не хотел принесением присяги затруднить себе возможность занять при благоприятных обстоятельствах русский трон».
Когда царь выздоровел и разобрался в ситуации, он пришел в расстройство, однако репрессий не последовало, кроме углубившихся предубеждений против старицких князей. Флоря отмечает: «нет никаких сомнений в том, что происшедшие события оказали сильное влияние на молодого монарха, коль скоро он нашёл нужным внести их подробное описание в официальную историю своего царствования. (…) Первой реакцией Ивана IV на происшедшее стало желание на время удалиться подальше от своего пропитанного интригами окружения. Именно поэтому царь так упорно настаивал на своем намерении отправиться сразу по выздоровлении на богомолье в Кириллов монастырь».

### Смерть
Именно на пути в этом богомолье в следующем году младенец Дмитрий и скончался. Источник, в котором подробней всего описывается эта смерть — «Московский летописец».
В тот же год в месяце июне не стало царевича Дмитрия в объезде Кирилловском, умер назад едучи к Москве.

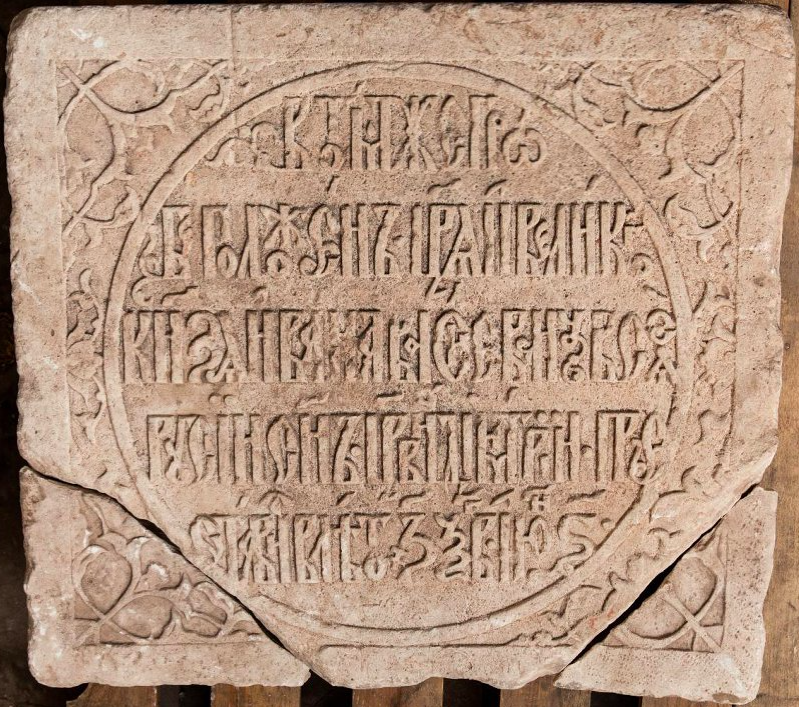
Надгробие на могиле Дмитрия

Точный состав царского обоза, отправившегося на богомолье, неизвестен. Ясен только маршрут. «Царь выехал с семьёй — ещё не оправившейся после родов Анастасией и Дмитрием, которому было не более семи месяцев (…). Богомольцы тронулись из Москвы в мае 1553 года. Государя также сопровождал его слабоумный брат Юрий Васильевич. Традиционно первой целью была Троице-Сергиева обитель, далее царский „поезд“ прибыл в Дмитров, где проехал через местные монастыри, потом — Николо-Пешношский монастырь. По рекам Яхроме и Дубне, заезжая по пути в новые обители, царь на кораблях вышел в Волгу, посетил Макарьев Калязинский монастырь, потом Углич и по реке Шексне поднялся к Кирилло-Белозерскому монастырю. На этом этапе кончились силы у царицы Анастасии: дальше ехать недавняя роженица не смогла. Её оставили отлёживаться в Кириллове, а неугомонный царь помчался в Ферапонтов монастырь. Отдых царицы оказался недолгим: по возвращении из Ферапонтова царская свита вновь погрузилась на корабли и поплыла обратно по Шексне в Волгу. На одной из стоянок и произошла трагедия». Князь Андрей Курбский в своей «Истории о великом князе Московском» пишет, что когда царь по пути на север остановился в Троице-Сергиевом монастыре, проживавший там на покое Максим Грек советовал ему не «ехать в такой дальний путь с женой и новорождённым отроком», а лучше позаботиться о семьях воинов, погибших при взятии Казани, но царь настоял на своём.
По словам Курбского (источник довольно пристрастный и, вдобавок, ошибающийся в некоторых деталях этой поездки — например, он пишет, что царевич утонул на пути туда, а не обратно), будущий святой Максим Грек будто бы проклял/предсказал смерть младенца:

«Если не послушаешь меня, советующего тебе по Богу, и забудешь кровь мучеников, погибших от поганых за правоверие, и презришь слезы их сирот и вдовиц, и поедешь, ведомый упрямством, то знай: сын твой умрет и не возвратится оттуда живым, если послушаешь и возвратишься, будешь здоров и сам, и сын твой»

По одной из версий, которую также называют легендарной, в реке Шексне при сходе (или посадки) с корабля — струга, царевича несла нянька (или кормилица) и двое бояр, родня царицы — Данила Романович и Василий Михайлович Захарьины-Юрьевы. Когда они зашли на шаткие сходни, тотчас рухнули в воду. Взрослые вымокли, а ребёнок захлебнулся. В другой версии говорится, что Дмитрий заболел и умер в дороге.
Курбский так описывает смерть младенца: «И не доезжая до Кириллова монастыря, когда ещё плыли по реке Шексне, сын Иоанна, по пророчеству святого Максима, умер. Вот первая „радость“ по молитвам епископа Вассиана Топоркова! Вот получение мзды за обеты, не по разуму данные и не богоугодные! Приехал Иоанн в Кириллов монастырь в печали и тоске и затем возвратился с пустыми руками в большой скорби в Москву». Однако встречи царя с религиозными деятелями, описываемые Курбским, в других источниках не упоминаются, и современными исследователями считаются его личным вымыслом в агитационных целях.
Сходную историю описывает Исаак Масса — по его версии, не было найдено даже тело утонувшего царевича. Его «Краткое известие о Московии в начале XVII века» рассказывает совсем уж эпическую историю:

«В то время крымские татары с великою силою внезапно вторглись в страну, чиня повсюду великое разорение, так что даже жители Москвы обратились в бегство вместе с великим князем, который бежал со всеми своими сокровищами и двором на Белоозеро (Bielaozera) — место, защищенное самою природою, посреди большого озера и весьма хорошо укрепленное. Однажды великий князь отправился осматривать лагерь московитов, разбитый вокруг озера, за ним в другой лодке следовала княгиня с ребёнком, и, когда лодки поравнялись, он попросил у неё Димитрия, чтобы поиграть с ним, и когда передавали ребёнка, то он внезапно выскользнул из её рук, упал в воду между обеими лодками и тотчас пошел ко дну, как камень, и его не могли даже найти. Так скончался первый их сын, о котором была великая печаль во всем государстве».

### Погребение

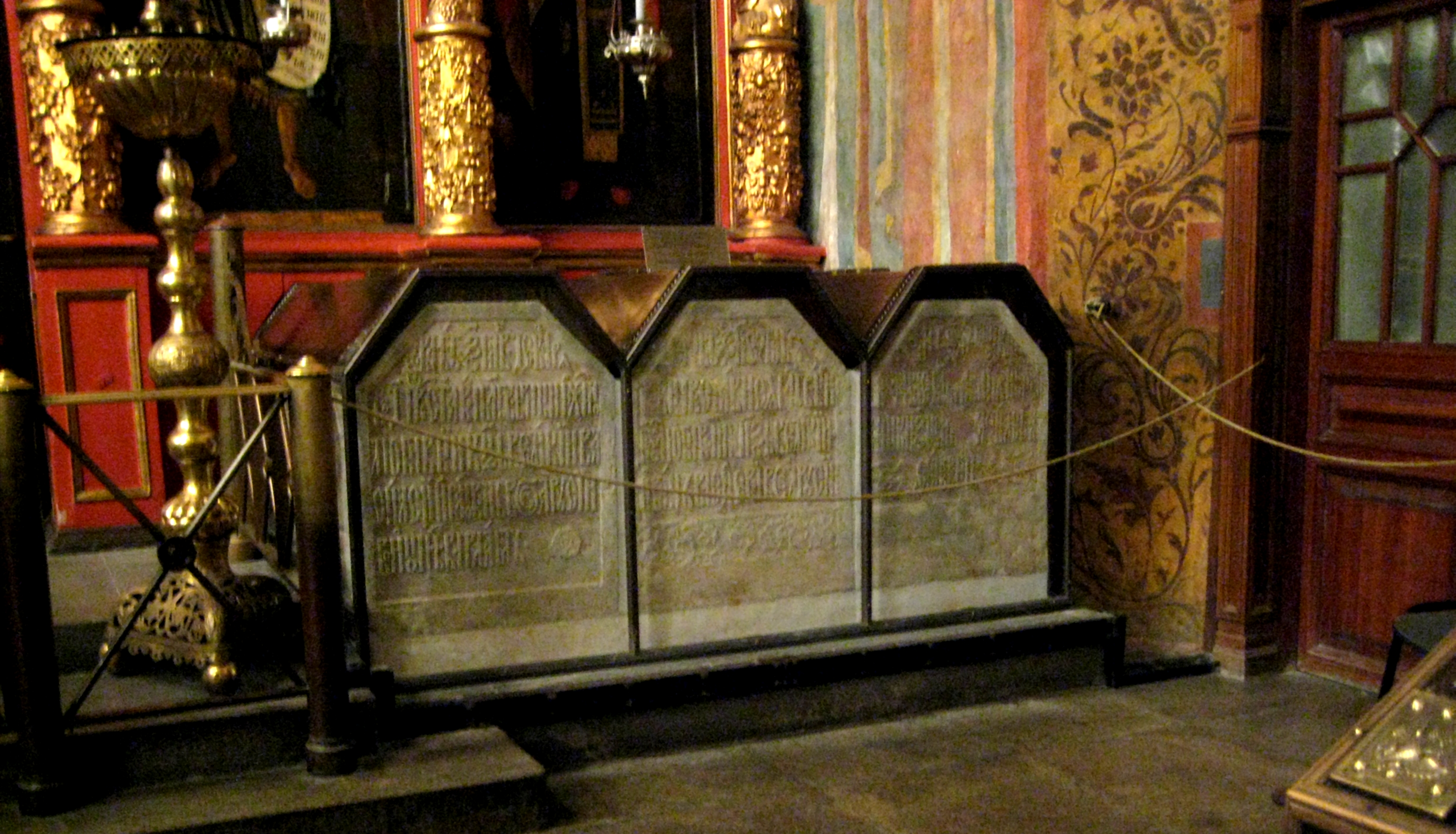
Архангельский собор. Торцы надгробий Великих князей Василия II Тёмного, его сына Ивана III, его сына Василия III и его внука царевича Дмитрия

Первый русский царевич был похоронен в московском Архангельском соборе, в одной могиле со своим дедом Василием III — «и положили его в Архангеле, в ногах у великого князя Василья Ивановича», погребенного на солее храма близ диаконника, а внутри диаконника у самой стены Иван IV во время болезни распорядился приготовить себе гробницу. На его надгробной плите, в отличие от летописи, указана иная дата смерти — 6 июня 1554 года (Т. Д. Панова пишет, что его похоронили в могиле Ивана III).

«В том же гробе положен царя и великого князя Ивана Васильевича всея Русии сын царевич Дмитрий преставися в лето 7062 июня в 6 день» (Надпись на надгробии Ивана III).

«Если принять во внимание субординацию соборных погребений (с точки зрения сакральности церковного пространства) — захоронение младенца в гробе деда было почётным. Ведь дед младенца Василий III лежал отдельно от великих князей московских — на солее, перед дверями будущей царской усыпальницы, как отец первого царя, рядом с Иваном III — дедом первого царя и ктитором собора».
Позднее, когда расписывали стены Архангельского собора, над местом его погребения появилась фреска с изображением сцен из истории св. Уара, Клеопатры и Иоанна. В. Н. Крылова, исходя из того, что «Уаром» звали Дмитрия-младшего, предполагала, что эти росписи были добавлены только в начале XVII века, при перенесении его мощей в Архангельский собор. Однако по данным химического анализа краски, сделанного в 1965 году, принято считать, что все росписи на западной и северной стене дьяконника выполнены в одно и то же время, гораздо раньше.
Надгробная плита оказалась в собрании Исторического музея.